# Списак песама групе Бајага и инструктори
Овај чланак садржи списак песама које је снимила југословенска и српска рок група Бајага и инструктори (укључујући и песме потписане именом Бајага).
|  |  |  |  |  |  |  |  |  |  |  |  |  |  |  |  |  |  |  |  |  |  |  |  |  |  |  |  |  |  |

## 0—9
| Песма           | Албум                   | Година |
| --------------- | ----------------------- | ------ |
| 220 у волтима   | Са друге стране јастука | 1985.  |
| 442 до Београда | Јахачи магле            | 1986.  |

## А
| Песма                | Албум                 | Година |
| -------------------- | --------------------- | ------ |
| Ако треба да је крај | Даљина, дим и прашина | 2012.  |
| Ала                  | Змај од Ноћаја        | 2001.  |

## Б
| Песма                | Албум                 | Година |
| -------------------- | --------------------- | ------ |
| Бадеми и со          | Шоу почиње у поноћ    | 2005.  |
| Бам, бам, бам        | Јахачи магле          | 1986.  |
| Бежиш од мене љубави | Даљина, дим и прашина | 2012.  |
| Берлин               | Позитивна географија  | 1984.  |
| Било би лако         | У сали лом            | 2018.  |
| Буђење раног пролећа | Четири годишња доба   | 1991.  |

## В
| Песма                                 | Албум                   | Година |
| ------------------------------------- | ----------------------- | ------ |
| Верујем — не верујем                  | Продавница тајни        | 1988.  |
| Весела песма                          | Продавница тајни        | 1988.  |
| Види шта сам ти урадио од песме, мама | Са друге стране јастука | 1985.  |
| Време                                 | Даљина, дим и прашина   | 2012.  |

## Г
| Песма                    | Албум            | Година |
| ------------------------ | ---------------- | ------ |
| Где стиже моје сећање    | Јахачи магле     | 1986.  |
| Где си                   | Музика на струју | 1993.  |
| Године пролазе           | Продавница тајни | 1988.  |
| Голубица                 | Музика на струју | 1993.  |
| Горе-доле                | Продавница тајни | 1988.  |
| Господ брине             | Змај од Ноћаја   | 2001.  |
| Град                     | Музика на струју | 1993.  |
| Груди носи ко одликовања | Музика на струју | 1993.  |

## Д
| Песма                 | Албум                   | Година |
| --------------------- | ----------------------- | ------ |
| Да ли да одем или не  | Змај од Ноћаја          | 2001.  |
| Даљина, дим и прашина | Даљина, дим и прашина   | 2012.  |
| Дарја                 | Овај свет се мења       | 2020.  |
| Двадесети век         | Са друге стране јастука | 1985.  |
| Добро јутро           | Четири годишња доба     | 1991.  |
| Добро јутро џезери    | Нека свемир чује немир  | 1989.  |

## Е
| Песма | Албум          | Година |
| ----- | -------------- | ------ |
|       | Змај од Ноћаја | 2001.  |

## Ж
| Песма                          | Албум            | Година |
| ------------------------------ | ---------------- | ------ |
| Живот је некад сив — некад жут | Продавница тајни | 1988.  |

## З
| Песма          | Албум                   | Година |
| -------------- | ----------------------- | ------ |
| Зажмури        | Са друге стране јастука | 1985.  |
| Звезда         | Змај од Ноћаја          | 2001.  |
| Змај од Ноћаја | Змај од Ноћаја          | 2001.  |
| Знам човека    | Позитивна географија    | 1984.  |

## И
| Песма                         | Албум                     | Година |
| ----------------------------- | ------------------------- | ------ |
| Идем (као да не идем, а идем) | Нека свемир чује немир    | 1989.  |
| Иза нас                       | Од бижутерије до ћилибара | 1996.  |
| Има свет краја два            | Шоу почиње у поноћ        | 2005.  |

## Ј
| Песма                   | Албум                     | Година |
| ----------------------- | ------------------------- | ------ |
| Ја мислим триста на сат | Јахачи магле              | 1986.  |
| Ја сам се ложио на тебе | Овај свет се мења         | 2020.  |
| Јануар                  | Неизбрисано               | 1995.  |
| Једино то се зове љубав | Музика на струју          | 1993.  |
| Још једном              | Даљина, дим и прашина     | 2012.  |
| Још те волим            | Од бижутерије до ћилибара | 1996.  |

## К
| Песма                              | Албум                  | Година |
| ---------------------------------- | ---------------------- | ------ |
| Кад месец проспе реком сребра сјај | У сали лом             | 2018.  |
| Кад ходаш                          | Нека свемир чује немир | 1989.  |
| Како се то назива                  | Овај свет се мења      | 2020.  |
| Као не зна да је готивим           | Јахачи магле           | 1986.  |
| Кап по кап                         | Шоу почиње у поноћ     | 2005.  |
| Косоока                            | Позитивна географија   | 1984.  |

## Л
| Песма                   | Албум                     | Година |
| ----------------------- | ------------------------- | ------ |
| Лепа Јања, рибарева кћи | Змај од Ноћаја            | 2001.  |
| Лети, лети птицо        | Од бижутерије до ћилибара | 1996.  |
| Лимене трубе            | Позитивна географија      | 1984.  |
| Лолита                  | Музика на струју          | 1993.  |
| Лоше написан дан        | У сали лом                | 2018.  |

## М
| Песма                     | Албум                   | Година |
| ------------------------- | ----------------------- | ------ |
| Мала уска хаљина          | Даљина, дим и прашина   | 2012.  |
| Мали свира гитару         | Музика на струју        | 1993.  |
| Мали слонови              | Позитивна географија    | 1984.  |
| Маринина тема             | Музика на струју        | 1993.  |
| Марлена                   | Позитивна географија    | 1984.  |
| Младост                   | Овај свет се мења       | 2020.  |
| Модел 1960 — Ес.Еф.Ер.Јот | Змај од Ноћаја          | 2001.  |
| Може да те убије гром     | У сали лом              | 2018.  |
| Моја драга                | Овај свет се мења       | 2020.  |
| Моји другови              | Ни на небу, ни на земљи | 1994.  |
| Монтенегро                | Неизбрисано             | 1995.  |
| Музика на струју          | Музика на струју        | 1993.  |

## Н
| Песма                                   | Албум                     | Година |
| --------------------------------------- | ------------------------- | ------ |
| На врховима прстију                     | Нека свемир чује немир    | 1989.  |
| На грани                                | Музика на струју          | 1993.  |
| Најслађа девојка                        | Змај од Ноћаја            | 1984.  |
| Накострешена мачка                      | Музика на струју          | 1993.  |
| Насловна тема (Ни на небу, ни на земљи) | Ни на небу, ни на земљи   | 1994.  |
| Не волим зиму                           | Од бижутерије до ћилибара | 1996.  |
| Незгодна варијанта (Једна од...)        | Од бижутерије до ћилибара | 1996.  |
| Нека свемир чује немир                  | Нека свемир чује немир    | 1989.  |
| Немој да будеш ња ња                    | Са друге стране јастука   | 1985.  |
| Немој да се зезаш са мном               | Са друге стране јастука   | 1985.  |
| Не спавај мала моја                     | Неизбрисано               | 1995.  |
| Ни на небу, ни на земљи                 | Ни на небу, ни на земљи   | 1994.  |
| Никад те више нећу звати                | У сали лом                | 2018.  |
| Новости                                 | Ружа ветрова Београда     | 2003.  |
| Ноћима сањам                            | У сали лом                | 2018.  |

## О
| Песма                 | Албум                 | Година |
| --------------------- | --------------------- | ------ |
| Овај свет се мења     | Овај свет се мења     | 2020.  |
| Ово је Балкан         | Музика на струју      | 1993.  |
| Од када тебе волим    | Продавница тајни      | 1988.  |
| Од сумрака до свитања | Даљина, дим и прашина | 2012.  |
| Отворена врата        | Овај свет се мења     | 2020.  |
| Отров                 | Шоу почиње у поноћ    | 2005.  |

## П
| Песма               | Албум                  | Година |
| ------------------- | ---------------------- | ------ |
| Пада влада          | Професионалац          | 2003.  |
| Падај кишо кеве ти  | Шоу почиње у поноћ     | 2005.  |
| Папалине            | Позитивна географија   | 1984.  |
| Перла               | Змај од Ноћаја         | 2001.  |
| Песма слободе       | Шоу почиње у поноћ     | 2005.  |
| Песна против малери |                        | 2002.  |
| Плави сафир         | Продавница тајни       | 1988.  |
| Плаво               | Змај од Ноћаја         | 2001.  |
| Под јасеном         | Шоу почиње у поноћ     | 2005.  |
| Пољуби ме           | Нека свемир чује немир | 1989.  |
| Пустите ме, друже   | Позитивна географија   | 1984.  |

## Р
| Песма        | Албум                 | Година |
| ------------ | --------------------- | ------ |
| Радован III  | Неизбрисано           | 1995.  |
| Ред и мир    | Јахачи магле          | 1986.  |
| Рекла си     | У сали лом            | 2018.  |
| Римљани      | Јахачи магле          | 1986.  |
| Ружа ветрова | Ружа ветрова Београда | 2003.  |
| Руски воз    | Продавница тајни      | 1988.  |

## С
| Песма                      | Албум                     | Година |
| -------------------------- | ------------------------- | ------ |
| Са друге стране јастука    | Са друге стране јастука   | 1985.  |
| Савршен дан                | У сали лом                | 2018.  |
| Само нам је љубав потребна | Јахачи магле              | 1986.  |
| Северац                    | У сали лом                | 2018.  |
| Силикон (2004)             | Од бижутерије до ћилибара | 1996.  |
| Стари пут за Нови Сад      | Даљина, дим и прашина     | 2012.  |
| Страх од возова            | Јахачи магле              | 1986.  |
| Суза                       | Даљина, дим и прашина     | 2012.  |

## Т
| Песма                             | Албум                     | Година |
| --------------------------------- | ------------------------- | ------ |
| Тамара                            | Позитивна географија      | 1984.  |
| Твоја је гајба сигурна            | Од бижутерије до ћилибара | 1996.  |
| Твоје очи                         | Овај свет се мења         | 2020.  |
| Текила герила                     | Позитивна географија      | 1984.  |
| Ти се љубиш (на тако добар начин) | Са друге стране јастука   | 1985.  |
| Тишина                            | Продавница тајни          | 1988.  |
| То!                               | Од бижутерије до ћилибара | 1996.  |
|                                   | Змај од Ноћаја            | 2001.  |
|                                   | Неизбрисано               | 1995.  |

## У
| Песма            | Албум               | Година |
| ---------------- | ------------------- | ------ |
| У кожи крокодила | Четири годишња доба | 1991.  |
| У сали лом       | У сали лом          | 2018.  |
| Успаванка        | Четири годишња доба | 1991.  |

## Ф
| Песма                        | Албум                   | Година |
| ---------------------------- | ----------------------- | ------ |
| Фанки такси                  | Шоу почиње у поноћ      | 2005.  |
| Француска љубавна револуција | Са друге стране јастука | 1985.  |

## Ш
| Песма                     | Албум                     | Година |
| ------------------------- | ------------------------- | ------ |
| Шарене пилуле за ли-лу-ле | Са друге стране јастука   | 1985.  |
| Шоу почиње у поноћ        | Шоу почиње у поноћ        | 2005.  |
| Што не може нико можеш ти | Од бижутерије до ћилибара | 1996.  |